# Yağmurlu, Gerger
Yağmurlu là một xã thuộc huyện Gerger, tỉnh Adıyaman, Thổ Nhĩ Kỳ. Dân số thời điểm năm 2011 là 405 người.